# Shahrestān di Hoveyzeh
Lo shahrestān di Hoveyzeh (farsi شهرستان هویزه) è uno dei 26 shahrestān del Khūzestān, in Iran. Il capoluogo è Hoveyzeh. Era precedentemente parte del territorio dello shahrestān di Dasht-e-Azadegan.